# La Vie nouvelle (film)
Pour les articles homonymes, voir La Vie nouvelle.
Pour plus de détails, voir Fiche technique et Distribution.
La Vie nouvelle est un film français réalisé par Philippe Grandrieux, sorti le 27 novembre 2002.

## Synopsis
Un jeune Américain arrive dans la ville de Sofia (Bulgarie). Il est accompagné par Roscoe afin d'acheter des hommes et des femmes. Seymour, le jeune Américain, tombe amoureux d'une prostituée nommée Mélania. Seymour veut la posséder, mais pour cela il devra trahir son ami Roscoe. Dès lors commence pour Seymour « la vie nouvelle ».

## Fiche technique
- Titre : La Vie nouvelle
- Réalisation : Philippe Grandrieux
- Scénario : Philippe Grandrieux, Éric Vuillard
- Producteur : Pierre Benqué, Emmanuel Schlumberger
- Montage : Françoise Tourmen
- Pays :  France
- Genre : drame, horreur
- Durée : 102 minutes
- Date de sortie : 27 novembre 2002
- Film interdit aux moins de 16 ans lors de sa sortie en salles

## Distribution
- Zachary Knighton : Seymour
- Anna Mouglalis : Mélania
- Marc Barbé : Roscoe
- Zsolt Nagy
- Vladimir Zintov
- Gueorgui Kadourine
- Raoul Dantec
- Simon Hülsemann
- Diana Guerova
- Josh T. Pearson